# 詹姆斯·冈恩 (天文学家)
詹姆斯·爱德华·冈恩（英語：James Edward Gunn，1938年10月21日—），美国天文学家，普林斯顿大学尤金·希金斯天文学教授。冈恩的早期理论工作建立了对星系形成、星系际空间性质的当前认识。他还建议对星系中暗物质的存在性进行观测验证，并预测了遥远类星体光谱中存在冈恩–彼得森槽。

## 科學貢獻
冈恩后来的大部分工作都涉及领导重大观测项目。 他制定了首次将数码相机技术用于空间观测的计划，该项目促成了斯隆数字巡天，这是有史以来进行的最广泛的宇宙三维测绘。 他还在哈勃空间望远镜的廣域和行星照相機方面发挥了重要作用。

## 生涯
冈恩于1957年毕业于德克萨斯州比维尔的A.C. Jones高中。他于1961年在德克萨斯州休斯顿的莱斯大学获得学士学位，并于1961年获得博士学位。1965 年毕业于加州理工学院（Caltech）。两年后，他加入普林斯顿大学任教。 随后，他在返回普林斯顿之前在加州大学伯克利分校和加州理工学院工作。 他与天文学家吉莉安·纳普 (Gillian Knapp) 结婚，育有两个孩子，温贝托 (Humberto) 和玛琳·冈恩 (Marleny Gunn)。

## 奖项和荣誉
- 麦克阿瑟奖 (1983年)
- 莱斯大学杰出校友奖 (1987年)
- 丹尼·海涅曼天体物理学奖 (1988年)
- 英国皇家天文学会金质奖章 (1994年)
- 加拿大天文学会皮特奖 (2001年)
- 美国天文学会约瑟夫·韦伯奖 (2002年)
- 加利福尼亚州技术学院杰出校友奖 (2002年)
- 克拉福德奖 (2005年)
- 美国天文学会亨利·诺里斯·罗素讲座 (2005年)
- 格鲁伯宇宙学奖 (2005年)
- 朴次茅斯大学荣誉学位 (2006年)
- 美国国家科学奖章 (2008年)[2]
- 太平洋天文学会布鲁斯奖章 (2013年)
- 京都獎基础科学奖（地球与行星科学、天文学和天体物理学）(2019年)

## 延伸阅读
- Ann K. Finkbeiner.  A Grand and Bold Thing: An Extraordinary New Map of the Universe Ushering In A New Era of Discovery (2010), on the Sloan Digital Sky Survey